# Mont Marshall
Le mont Marshall est une montagne située dans le comté d'Essex dans l'État de New York. Nommé au départ en hommage au gouverneur DeWitt Clinton, puis en l'honneur Herbert Clark, le mont est rebaptisé dans les années 1940 en hommage au militant écologiste Bob Marshall après sa mort. Le mont Marshall fait partie des monts MacIntyre. Il est entouré au nord-est par le pic Iroquois et fait face à la montagne Wallface au nord-ouest.
Le mont Marshall est l'un des 46 Adirondack High Peaks.